# Majjigepura, Arkalgud
Majjigepura là một làng thuộc tehsil Arkalgud, huyện Hassan, bang Karnataka, Ấn Độ.